# 曺永旭
曺永旭（チョ・ヨンウク、1999年2月5日 - ）は、大韓民国ソウル特別市出身のプロサッカー選手。Kリーグ1・FCソウル所属。ポジションはフォワード。韓国代表。

## 来歴

### クラブ
高麗大学校を経て、2018年1月にKリーグ・FCソウルに加入。
2018年3月1日の済州ユナイテッドFC戦でKリーグ1デビューを果たした。

### 代表
2017 FIFA U-20ワールドカップでU-20韓国代表に招集された。
2度目の出場となった2019 FIFA U-20ワールドカップではアルゼンチン代表戦で大会初ゴールを記録した。
2022年1月21日、モルドバ代表との親善試合で韓国代表デビューをした。

## タイトル

### 代表
U-14韓国代表
- アジアユースゲームズ : 2013

U-23韓国代表
- AFC U-23選手権 : 2020
- アジア競技大会 : 2023

### 個人
- 韓国ヤングサッカー・オブ・ザ・イヤー: 2013
- AFC U23アジアカップ得点王: 2022